# Stan Taylor
Stan Taylor (eigentlich Stanley George Taylor; * 14. April 1937) ist ein ehemaliger britischer Mittelstreckenläufer.
1962 schied er bei den Leichtathletik-Europameisterschaften in Belgrad über 1500 m im Vorlauf aus. Für England startend wurde er bei den British Empire and Commonwealth Games in Perth Siebter im Meilenlauf und scheiterte über 880 Yards in der ersten Runde.
1962 wurde er Englischer Meister über eine Meile.

## Persönliche Bestzeiten
- 880 Yards: 1:49,6 min (entspricht 1:48,9 min über 800 m)
- 1500 m: 3:41,9 min, 18. August 1962, London (Zwischenzeit)
- 1 Meile: 3:58,01 min, 18. August 1962, London